# 480年
| 千纪： | 1千纪                                                                                           |
| 世纪： | 4世纪 \| 5世纪 \| 6世纪                                                                         |
| 年代： | 450年代 \| 460年代 \| 470年代 \| 480年代 \| 490年代 \| 500年代 \| 510年代                       |
| 年份： | 475年 \| 476年 \| 477年 \| 478年 \| 479年 \| 480年 \| 481年 \| 482年 \| 483年 \| 484年 \| 485年 |
| 纪年： | 庚申年（猴年）；北魏太和四年；柔然永康十七年；南朝齐建元二年                                    |

## 大事记
- 齊高帝實施檢籍政策，設立校籍官，指派虞玩之清查黃籍，鑑定士族之真偽，被檢查出造假者須退還本地，從戶籍上加以糾正，甚至罰納賄改籍人到邊地充戍役，稱為“卻籍”。
- 西羅馬帝國皇帝尼波斯被暗殺。

## 出生
- 蕭昭文（480年－494年，14岁），南朝齊的第四任皇帝。

## 逝世
- 朱利烏斯·尼波斯，西羅馬帝國倒數第二個皇帝。
- 罗慕路斯·奥古斯都，西羅馬帝國最後一個皇帝。